# Feuillette
Die Feuillette, auch Feuille, war ein französisches Flüssigkeitsmaß und gehörte zu den größeren Einheiten innerhalb einer Maßkette. Weinhändler in Deutschland und der Schweiz nutzten das Maß gelegentlich. Das Maß entsprach 1 ½ Eimer. Der Eimer hatte 72,77 Liter.
Das Maß war im Einzelhandel kleiner als im Großhandel.
- 1 Muid = 2 Feuillettes = 3 Tiercons
- 1 Feuillette = 2 Quartaux/Quartants = 18 Setiers/Veltes = 144 Pintes = 288 Chopines
- 1 Feuillette = 6760,8 Pariser Kubikzoll = 134,1098 Liter[2]

Die Pinte, das Einheitsmaß, hatte 46,95 Pariser Kubikzoll = 0,93132 Liter  und alle anderen Maße ließen sich errechnen. So hatte die Velte 7,4505 Liter.
- ⅔ Poincon (altes franz. Branntweinmaß) hatte 1 Feuillette. Das  kleinste Flüssigkeitsmaß in Frankreich, die Roquille[3], musste eine Anzahl von 5608 haben, um 1 Feuillette zu ergeben.